# Euchaetes cressida
Euchaetes cressida är en fjärilsart som beskrevs av Dyar 1913. Euchaetes cressida ingår i släktet Euchaetes och familjen björnspinnare. Inga underarter finns listade i Catalogue of Life.